# 微观经济学相关主题列表
微观经济学相关主题列表：

## 消费者理论
- 偏好关系
- 理性偏好
- 显示性偏好
- 效用（边际效用）、效用函数、间接效用函数与支出函数
- 效用最大化与支出最小化
- 收入效应与替代效应（斯卢茨基方程）
- 需求函数
- 弹性
- 吉芬商品、凡勃伦商品（物品分类）
- 消费者剩余

### 不确定性
- 期望效用定理 （阿莱斯悖论）
- 风险规避和风险中性（阿罗-普拉特绝对风险规避系数）
- 主观期望效用定理

## 生产者理论
- 生产
- 生产可能性边际
- 生产函数
- 生产要素
- 成本（机会成本）
- 成本函数
- 规模报酬
- 利润与利润函数
- 利润最大化与成本最小化
- 生产者剩余

## 局部均衡
- 产业组织理论
- 完全竞争与不完全竞争
- 垄断 （垄断性竞争）
- 寡头垄断（古诺竞争、伯川德竞争与斯塔克伯格竞争）
- 进入威胁
- 竞争性市场

## 一般均衡理论
- 埃奇沃斯框图
- 帕累托最优
- 瓦尔拉斯均衡
- 阿罗-德布鲁均衡
- 福利经济学第一基本定理
- 福利经济学第二基本定理
- 外部性（网络外部性）
- 公共物品
- 林达尔均衡

## 社会选择与福利
- 社会偏好关系
- 阿罗不可能定理
- 社会福利与社会福利函数

## 博弈论
- 博弈
- 非合作博弈与合作博弈
- 策略、局中人与支付函数（博弈的表述）
- 静态博弈
- 动态博弈
- 重复博弈（超级博弈与无名氏定理）
- 策梅洛定理
- 信息与信息集
- 混合策略
- 纳什均衡
- 颤抖手精炼
- 序贯理性
- 逆向归纳
- 子博弈精炼与子博弈精炼纳什均衡
- 不完全信息博弈（贝叶斯博弈）与贝叶斯均衡
- 信念
- 讨价还价理论

## 信息经济学
- 信息的非对称性
- 逆向选择
- 信号传递
- 信息甄别
- 委托-代理问题
- 道德风险

## 拍卖与机制设计
- 收益等价原理
- 事后效率
- 机制
- 执行
- 激励相容
- 先验有效

## 数学方法
- 逻辑
- 集合论
- 函数与对应
- 拓扑学
- 微分与积分（微积分）
- 拉格朗日方法
- 库恩-塔克定理
- 二阶条件（非线性优化）